# Andrea Olaya
Andrea Carolina Olaya Gutiérrez "Valkyria" (9 de diciembre de 1994) es una luchadora colombiana de lucha libre actriz y pintora. Compitió en tres Campeonatos Mundiales, logró la 5.ª posición en 2014 y 2015. Consiguió un octavo puesto en los Juegos Panamericanos de 2015. Tercera en Campeonato Centroamericano y del Caribe en 2014. Obtuvo una medalla de plata en los Juegos Bolivarianos de 2013 y de bronce en los Juegos Suramericanos de 2014. Cinco veces subió al podio de los Campeonatos Panamericanos. Doble campeona sudamericana, de 2013 y 2014.
En 2021 fue parte del elenco de la serie original colombiana de HBO Max "Mil Colmillos".[cita requerida] Ganadora del reality colombiano Desafío The Box Junto a su compañero y amigo CETA